# Billy Murray
Pour les articles homonymes, voir Murray.
William Thomas « Billy » Murray (25 mai 1877 - 17 août 1954) est l'un des chanteurs les plus populaires aux États-Unis au début du XXe siècle. Il est surtout connu pour son travail prolifique en studio d’enregistrement.

## Carrière
Né de parents irlandais, il rejoint une troupe de vaudeville itinérante en 1893. Il se produit également dans des minstrel show au début de sa carrière. En 1897, Murray fait ses premiers enregistrements pour Peter Bacigalupi, propriétaire d'une société de phonographes à San Francisco. En 1903, il commence à enregistrer régulièrement à New York et dans la région du New Jersey, où se concentrent les principales maisons de disques des États-Unis et l'industrie de la musique Tin Pan Alley. Surnommé « le rossignol de Denver », Murray possède une puissante voix de ténor. Il chante avec Ada Jones, Aileen Stanley et le Haydn Quartet. Il est aussi le leader du groupe l'American Quartet.
Murray fait ses derniers enregistrements pour Beacon Records le 11 février 1943 avec le comédien Monroe Silver. Il meurt d'une crise cardiaque en 1954, à l'âge de 77 ans, à Jones Beach Island.

## Enregistrement notables
- 1904 : Meet Me in St. Louis[3]
- 1904 : The Yankee Doodle Boy[4]
- 1905 : Give My Regards to Broadway[4]
- 1905 : In My Merry Oldsmobile[5]
- 1905 : In the Good Old Summer Time[6]
- 1906 : The Grand Old Rag[7]
- 1908 Take Me Out to the Ball Game, avec le Haydn Quartet[8]
- 1908 : Would You Like to Have Me for a Sweetheart?, avec Ada Jones[9]
- 1908 : I've Taken Quite a Fancy to You[9]
- 1910 : Casey Jones, avec l'American Quartet[8]
- 1911 : Come Josephine in My Flying Machine, avec Ada Jones[10]
- 1911 : The Camptown Races (Gwine to Run All Night)[11]
- 1911 : Alexander's Ragtime Band[12]
- 1912 : Moonlight Bay, avec l'American Quartet[13]
- 1914 : It's a Long Way to Tipperary, avec l'American Quartet[2]
- 1916 : Dixie, avec Ada Jones
- 1916 : I Love a Piano[14]
- 1917 : Over There, avec l'American Quartet[2]